# ATIS
ATIS akronim za Automatic Terminal Information Service je samodejni sistem, preko VHF radijske zveze obvešča pilote o pomembnih informacijih v letališkem terminalu. V ATIS-u so vremenske depeše (METAR), informacije o aktivni stezi, kateri prileti so na voljo in NOTAM obvestila. ATIS sporočila poslušajo piloti pred vzletom in piloti, ki prihajajo na letališče. ATIS sistem posreduje pomembne informacije in tako zmanjša delo kontrolorjev.
Za posredovanje ATIS sporočil se uporablja sintetični zvok. 
Obstaja tudi digitalni ATIS (D-ATIS), ki posreduje inforamcije v tekst obliki. D-ATIS sporočila se posredujejo preko datalinka, kot je npr. ACARS.